# Gerd Binnig
Gerd Binnig (Frankfurt na Majni, 20. srpnja 1947.), njemački fizičar. Radio u IBM-ovu istraživačkom laboratoriju u Zürichu. Godine 1986. dobio Nobelovu nagradu za fiziku, zajedno s Heinrichom Rohrerom, za konstrukciju pretražnog mikroskopa s tuneliranjem, s pomoću kojega se mogu vidjeti pojedinačni atomi na površini vodljivih i poluvodičkih materijala (drugu polovicu Nobelove nagrade dobio je Ernst Ruska).

## Pretražni mikroskop s tuneliranjem
Pretražni mikroskop s tuneliranjem (STM, kratica od engl. Scanning Tunneling Microscope) je mikroskop kojim se promatraju površine metala i drugih električki vodljivih materijala preciznošću na razini atoma. Najvažniji je dio pretražnog mikroskopa s tuneliranjem oštri vrh od volframa, platine, iridija, ugljikove nanocijevi ili nekog drugog vodljivoga materijala koji u idealnom slučaju čini samo jedan ili nekoliko atoma. Kada je vrh blizu površine (nanometar i manje), u vakuumu između vrha i površine dolazi do tuneliranja elektrona. Kako se vrh pomiče duž površine, zbog površinskih nepravilnosti i nehomogenosti na razini atoma, udaljenost i električna struja između vrha i površine se mijenjaju, a promjena jakosti struje može se tumačiti kao slika površine. Za otkriće pretražnog mikroskopa s tuneliranjem, Gerd Binnig i Heinrich Rohrer dobili su Nobelovu nagradu za fiziku 1986.